# Sincerely Yours/Can you feel the POWER OF WORDS?
「Sincerely Yours/Can you feel the POWER OF WORDS?」（シンシアリー・ユアーズ/キャン・ユー・フィール・ザ・パワー・オブ・ワーズ）は、日本の歌手・愛内里菜の10作目のシングル。

## 概要
- 愛内里菜初の両A面シングルである。
- 手紙をお世話になった相手に送る、というタイアップ先の番組を考慮し、「敬具」という意味の英熟語をタイトルに据えている。
- 「Can you feel the POWER OF WORDS?」は2ndアルバム『POWER OF WORDS』よりリミックスしてシングルカットされた曲。
- 最高位こそ4位ではあるが、売り上げは8.2万枚のヒットとなった。
- 当初アルバム『POWER OF WORDS』の発売告知広告や告知ポスターなどで、2002年5月29日発売と告知されていたが、制作上の都合により延期となっている。

## 収録曲
1. Sincerely Yours
  - 作詞：愛内里菜 / 作曲：後藤康二 / 編曲：尾城九龍
  - 後に、後藤がアルバム「ck510 SOFA Listening」にてセルフカバー。
2. Can you feel the POWER OF WORDS? -DJ ME-YA'S ESSENCE OF WORDS-
3. Red Bonds
4. Sincerely Yours 〜instrumental〜
5. Can you feel the POWER OF WORDS? -DJ ME-YA'S ESSENCE OF WORDS- 〜instrumental〜

## タイアップ
- フジテレビ系『ザ・レターズ〜家族の愛にありがとう』挿入歌（#1,2）

## 収録アルバム
- A.I.R（#1）
- Single Collection（#1）
- ALL SINGLES BEST 〜THANX 10th ANNIVERSARY〜（#1,2）
- COLORS（#3）